# Mudhotagi, Kushtagi
Mudhotagi là một làng thuộc tehsil Kushtagi, huyện Koppal, bang Karnataka, Ấn Độ.